# GLAAD Media Award
Die GLAAD Media Awards sind erstmals 1990 verliehene Auszeichnungen der US-amerikanischen Organisation Gay and Lesbian Alliance Against Defamation, die jährlich an US-amerikanische Medien der Nachrichten- und Unterhaltungsindustrie für faire, zutreffende und integrative Darstellungen der LGBT-Community bzw. deren Umfeld betreffende Themen vergeben werden.

## Standardpreise

### Film
- Outstanding Film – Wide Release (14–16)
- Outstanding Film – Limited Release (14–16)

### Fernsehen
- Outstanding Drama Series (14–16)
- Outstanding Comedy Series (14–16)
- Outstanding Individual Episode (in einer Serie ohne regulären LGBT-Charakter) (14–16)
- Outstanding Television Movie or Mini-Series (14–16)
- Outstanding Reality Program (15, 16)
- Outstanding Documentary (14–16)
- Outstanding Daily Drama (14, 16)
- Outstanding Talk Show (14, 15)
- Outstanding Talk Show Episode (16)
- Outstanding TV Journalism (14–16)

### Printmedien
- Outstanding Magazine Article (14–16)
- Outstanding Magazine Overall Coverage (14–16)
- Outstanding Newspaper Article (14–16)
- Outstanding Newspaper Columnist (14–16)
- Outstanding Newspaper Overall Coverage (14–16)
- Outstanding Advertising – Print (15, 16)
- Outstanding Comic Book (14–16)

### Digitale Medien
- Outstanding Digital Journalism Article (14–16)
- Outstanding Digital Journalism Overall Coverage (−14)
- Outstanding Adversiting – Electronic (15, 16)

### Musik & Theater
- Outstanding Music Artist (15, 16)
- Outstanding Music Album (14)
- Outstanding Los Angeles Theater (14–16)
- Outstanding New York Theater: Broadway and Off-Broadway (14–16)
- Outstanding New York Theater: Off-Off-Broadway (14–16)
- Outstanding Washington DC Theater (14)

### Andere Sprachen
- Spanish Language Awards (15, 16)

## Aktuelle Anerkennungspreise

### Davidson/Valentini Award
Der Davidson/Valentini Award wird seit 2000 an eine offen lebende LGBT-Person vergeben, welche eine signifikante Veränderung bei der Forderung nach gleichen Rechten für die LGBT-Gemeinschaft gemacht hat. Der Preis ist nach Craig Davidson, dem ersten Geschäftsführer der GLAAD, und seinem Partner Michael Valentini, einem GLAAD-Unterstützer, benannt. Der Gewinner wird jährlich während der Verleihung der GLAAD Media Awards in San Francisco präsentiert.
Preisträger:
- 2000: Kathy Levinson[1]
- 2001: Rob Epstein und Jeffrey Friedman[1]
- 2002: Sandra Bernhard[1]
- 2003: B.D. Wong[2]
- 2004: Clive Barker[3]
- 2005: Alec Mapa[4]
- 2006: Ron Cowen und Daniel Lipman[5]
- 2007: Robert Gant
- 2008: Ilene Chaiken
- 2009: Chad Allen
- 2010: Lee Daniels
- 2013: Adam Lambert[6]
- 2015: Tyler Oakley
- 2016: Hannah Hart[7]
- 2017: Don Lemon[8]
- 2018: Ross Matthews
- 2019: Dan Levy

### Excellence in Media Award
Der Excellence in Media Award wird seit 1996 in New York an Personen in der Medien- und Unterhaltungsindustrie vergeben, welche durch ihre Arbeit die Sichtbarkeit und das Verständnis der LGBT-Gemeinschaft gefördert haben.
Preisträger:
- 1996: Barbara Walters[1]
- 1997: kein Preisträger[1]
- 1998: Bob und Harvey Weinstein[1]
- 1999: kein Preisträger[1]
- 2000: Marlo Thomas[1]
- 2001: Vanessa Redgrave[1]
- 2002: Glenn Close[1]
- 2003: Diane Sawyer[1]
- 2004: Julianne Moore
- 2005: Billy Crystal
- 2006: Amanda McKeon
- 2007: Judy Shepard
- 2008: Patti LaBelle
- 2009: Tyra Banks
- 2010: Joy Behar
- 2011: Russell Simmons
- 2015: Kelly Ripa
- 2016: Robert De Niro
- 2017: Debra Messing
- 2020: Judith Light[9]

### Golden Gate Award
Der Golden Gate Award wird seit 2000 an Medienprofis vergeben, welche die Sichtbarkeit und das Verständnis der LGBT-Gemeinschaft gefördert haben. Er wird beim San Francisco International Film Festival überreicht.
Preisträger:
- 2000: Margaret Cho[1]
- 2001: kein Preisträger[1]
- 2002: Brooke Shields[1]
- 2003: Stockard Channing[1]
- 2004: Megan Mullally
- 2005: Jennifer Beals
- 2006: Jennifer Tilly
- 2007: kein Preisträger
- 2008: James Schamus
- 2009: kein Preisträger
- 2010: Cybill Shepherd
- 2011: Kim Cattrall
- 2012: Shonda Rhimes
- 2013: Gavin Newsom[10]

### Stephen F. Kolzak Award
Der Stephen F. Kolzak Award wird seit 1993 an offen lesbisch oder schwul lebende Personen der Medien- und Unterhaltungsindustrie für ihre Arbeit bei der Eliminierung der Homophobie vergeben. Er ist nach einem erfolgreichen Rollenverteilungsdirektor aus Los Angeles benannt, welcher die letzte Zeit seines Lebens dem Kampf gegen AIDS-Phobie und Homophobie in der Unterhaltungsindustrie widmete.
Preisträger:
- 1993: Ian McKellen[1]
- 1994: kein Preisträger[1]
- 1995: Pedro Zamora[1]
- 1996: kein Preisträger[1]
- 1997: Bruce Vilanch[1]
- 1998: Ellen DeGeneres[1]
- 1999: Melissa Etheridge und Julie Cypher[1]
- 2000: Anne Heche[1]
- 2001: Paris Barclay[1]
- 2002: Alan Ball[1]
- 2003: Todd Haynes[1]
- 2004: John Waters
- 2005: Bill Condon
- 2006: Melissa Etheridge
- 2007: Martina Navrátilová[11]
- 2008: Rufus Wainwright
- 2009: Gene Robinson
- 2010: Wanda Sykes
- 2011: Robert Greenblatt
- 2012: Chaz Bono
- 2013: Steve Warren (Rechtsanwalt)[12]
- 2014: Laverne Cox
- 2015: Roland Emmerich
- 2016: Ruby Rose[13]
- 2017: Troye Sivan[14]
- 2018: Jim Parsons
- 2019: Sean Hayes
- 2020: Janet Mock

### Vanguard Award
Der Vanguard Award wird seit 1994 in Los Angeles vergeben, um ein Mitglied der Unterhaltungsindustrie zu ehren, welches signifikante Unterschiede bei der Förderung von gleichen Rechten für LGBT-Menschen gemacht hat
Preisträger:
- 1994: Aaron Spelling[1]
- 1995: Steve Tisch[1]
- 1996: Sid Sheinberg[1]
- 1997: Cristina Saralegui[1]
- 1998: Cher[1]
- 1999: Whoopi Goldberg[1]
- 2000: Elizabeth Taylor[1]
- 2001: nicht vergeben[1]
- 2002: Shirley MacLaine[1]
- 2003: Eric McCormack[1]
- 2004: Antonio Banderas
- 2005: Liza Minnelli
- 2006: Charlize Theron
- 2007: Jennifer Aniston[11]
- 2008: Janet Jackson
- 2009: Kathy Griffin
- 2010: Drew Barrymore
- 2011: Kristin Chenoweth
- 2012: Josh Hutcherson[15]
- 2014: Jennifer Lopez[16]

- 2015: Kerry Washington[17]
- 2016:  Demi Lovato[18]
- 2017: Patricia Arquette[19]
- 2018: Britney Spears
- 2019: Beyoncé und Jay-Z[20]
- 2020: Taylor Swift

### Vito Russo Award
Der Vito Russo Award wird seit 2000 an offen lesbisch oder schwul lebende Mitglieder der Unterhaltungs- oder Mediengesellschaft für ihren besonderen Beitrag zur Eliminierung der Homophobie verliehen. Der Preis ist nach Vito Russo benannt, einem Gründungsmitglied der GLAAD und Autor des Buches The Celluloid Closet und wird in New York vergeben. Siehe auch The Vito Russo Film Award und Vito Russo Entertainer Award.
Preisträger:
- 2000: Elton John[1]
- 2001: Liz Smith[1]
- 2002: Nathan Lane[1]
- 2003: Rosie O’Donnell[1]
- 2004: Cherry Jones
- 2005: Alan Cumming
- 2006: David LaChapelle
- 2007: Tom Ford[21]
- 2008: Brian Graden
- 2009: Suze Orman
- 2010: Cynthia Nixon
- 2011: Ricky Martin
- 2012: Craig Zadan und Neil Meron
- 2013: Anderson Cooper[22]
- 2014: George Takei[23]
- 2015: Thomas Roberts[24]
- 2017: Billy Porter[25]
- 2018: Samira Wiley
- 2019: Andy Cohen[26]
- 2020: Ryan Murphy[27]

## Ehemalige Anerkennungspreise
In der Anfangszeit gab es verschiedene Preise, die zum Teil nur einmal vergeben wurden. Um besondere Persönlichkeiten zu ehren, wurden manchmal Spezialpreise vergeben.
Barbara Gittings Award
Mit dem Preis wurden von 2001 bis 2004 bahnbrechende Personen, Gruppen oder Medien ausgezeichnet, die einen signifikanten Beitrag zur Entwicklung der LGBT-Medien geleistet haben. Erste Preisträgerin war Barbara Gittings in Anerkennung ihrer wegweisenden Arbeit als Autorin der Lesbenzeitschrift The Ladder und für ihr Auftreten während der 1970er und 1980er als offene Lesbe in nationalen Nachrichtenmedien.
- 2001: Barbara Gittings[1]
- 2002: The Advocate[1]
- 2003: kein Preis vergeben[1]
- 2004: In the Life (ein lesbischwules Fernsehnachrichtenmagazin, das seit 1992 ausgestrahlt wird und dreimal für den Emmy nominiert war)

Capitol Award
Der Preis wurde von 1999 bis 2001 in Washington an offen lebende LGBT-Personen vergeben für ihre hervorragende Leistung in einem spezifischen Medienbereich und dafür, dass sie die Sichtbarkeit sowie das Verständnis für die LGBT-Gemeinschaft durch ihre Arbeit unterstützt haben.
- 1999: Armistead Maupin[1]
- 2000: Billie Jean King[1]
- 2001: Harvey Fierstein[1]

Community Service Award
- 1993: VIVA!

Donahue/Thomas Award
- 1995: Entertainment Weekly

GLAAD/LA Special Award
- 1993: Roseanne und Tom Arnold

Outstanding Service to Gay & Lesbian Film
- 1992: The Gay & Lesbian Media Coalition

Pioneer Award
- 2001: Frameline/SF International Lesbian and Gay Film Festival
- 2002: KQED

Special Award
- 1991: Stephen F. Kolzak (postum)

Special Recognition
- 1996: MAC Cosmetics

Visibility Award
- 1991: Virginia Uribe, Randy Shilts
- 1992: Lillian Faderman, Paul Monette
- 1993: kein Preisträger
- 1994: Roberta Achtenberg, Harvey Fierstein

Vision Award
- 1998: Judith Light
- 1999: Larry King
- 2000: Dennis und Judy Shepard (Eltern von Matthew Shepard)

Vito Russo Entertainer Award
- 1998: k.d. lang
- 1999: RuPaul

The Vito Russo Film Award
- 1996: The Celluloid Closet – Gefangen in der Traumfabrik

## Veranstaltungen
Abkürzungen: NY = New York City, LA = Los Angeles, SF = San Francisco, DC = Washington DC
| Nummer                         | Jahr | Stadt & Datum                                           | Bemerkungen |
| ------------------------------ | ---- | ------------------------------------------------------- | --- |
| 31st Annual GLAAD Media Awards | 2020 | 30. Juli                                                | Wegen der COVID-19-Pandemie fand die Veranstaltung das erste Mal virtuell über YouTube und Facebook statt. |
| 30th Annual GLAAD Media Awards | 2019 | LA: 28. März NY: 4. Mai                                 | |
| 29th Annual GLAAD Media Awards | 2018 | LA: 12. April NY: 5. Mai                                | |
| 28th Annual GLAAD Media Awards | 2017 | LA: 1. April NY: 6. Mai                                 | |
| 27th Annual GLAAD Media Awards | 2016 | LA: 4. April NY: 14. Mai                                | |
| 26th Annual GLAAD Media Awards | 2015 | LA: 21. März NY: 9. Mai                                 | |
| 25th Annual GLAAD Media Awards | 2014 | LA: 12. April NY: 3. Mai                                | |
| 24th Annual GLAAD Media Awards | 2013 | NY: 16. März LA: 20. April SF: 11. Mai                  | |
| 23rd Annual GLAAD Media Awards | 2012 | NY: 24. März LA: 21. April SF: 2. Juni                  | |
| 22nd Annual GLAAD Media Awards | 2011 | NY: 19. März LA: 10. April SF: 14. Mai                  | |
| 21st Annual GLAAD Media Awards | 2010 | NY: 13. März LA: 18. April SF: 5. Juni                  | |
| 20th Annual GLAAD Media Awards | 2009 | NY: 28. März LA: 18. April SF: 9. Mai                   | |
| 19th Annual GLAAD Media Awards | 2008 | NY: 17. März Miami: 12. April LA: 26. April SF: 10. Mai | |
| 18th Annual GLAAD Media Awards | 2007 | NY: 26. März LA: 14. April SF: 28. April Miami: 10. Mai | |
| 17th Annual GLAAD Media Awards | 2006 | NY: 27. März LA: 8. April Miami: 25. Mai SF: 10 Juni    | |
| 16th Annual GLAAD Media Awards | 2005 | NY: 28. März LA: 30. April SF: 11. Juni                 | Erstmalige Fernsehübertragung auf LOGO |
| 15th Annual GLAAD Media Awards | 2004 | LA: 27. März NY: 12. April SF: 5. Juni                  | Neue Kategorien: - Outstanding Reality Television Program - Outstanding Music Artist - Outstanding Advertisement – Electronic - Outstanding Advertisement – Print - Spanish Language Awards Nicht mehr vergebene Kategorien: - Outstanding Digital Journalism Overall Coverage - Outstanding Music Album - Outstanding Washington DC Theater |
| 14th Annual GLAAD Media Awards | 2003 | NY: 7. April LA: 26. April SF: 31. Mai                  | Der Barbara Gittings Award wurde nicht vergeben. |
| 13th Annual GLAAD Media Awards | 2002 | NY: 1. April LA: 13. April SF: 1. Juni                  | |
| 12th Annual GLAAD Media Awards | 2001 | NY: 16. April LA: 28. April DC: 12. Mai SF: 9. Juni     | |
| 11th Annual GLAAD Media Awards | 2000 | NY: 2. April LA: 15. April DC: 13. Mai SF: 3. Juni      | |
| 10th Annual GLAAD Media Awards | 1999 | NY: 28. März LA: 17. April DC: 8. Mai                   | |
| 9th Annual GLAAD Media Awards  | 1998 | NY: 30. März DC: 4. April LA: 19. April                 | |
| 8th Annual GLAAD Media Awards  | 1997 | LA: 16. März DC: 26. März NY: 31. März                  | |
| 7th Annual GLAAD Media Awards  | 1996 | NY: 7. März LA: 10. März DC: 13. März                   | |
| 6th Annual GLAAD Media Awards  | 1995 | LA: 12. März NY: 16. März DC: 19. März                  | |
| 5th Annual GLAAD Media Awards  | 1994 | NY: 13. März LA: 19. März                               | |
| 4th Annual GLAAD Media Awards  | 1993 | LA: 20. März NY: 28. März                               | |
| 3rd Annual GLAAD Media Awards  | 1992 | NY: 6. April LA: 11. April                              | |
| 2nd Annual GLAAD Media Awards  | 1991 | LA: 21. April                                           | |
| 1st Annual GLAAD Media Awards  | 1990 | NY: 29. April                                           | |